# Lambert Werner
Gustaf Lambert Roland Napoleon Werner, född 18 november 1900 i Maria Magdalena församling i Stockholm, död 7 november 1983 i Spånga församling, var en svensk målare, skulptör och tecknare.
Han var son till sjökaptenen Gustaf Werner och Anna Sjööman. Som 17-årig tog Werner stort intryck av Gösta Adrian-Nilssons konst och hans intresse för konst och när han studerade till läkare i Berlin under 1920-talet kom han där i kontakt med Vasilij Kandinskij och Paul Klees mer frigjorda konst övergick han till att bli konstnär. Han studerade måleri och experimenterade med skulptur under påverkan av Alexander Archipenko och Ossip Zadkine. Efter sina konststudier i Berlin flyttade han till Paris där han debuterade i en utställning på Galerie Mots et Images 1928. Sedan följde omfattande studieresor i Europa, Nordafrika och Främre Orienten. Han medverkade sporadiskt i Sveriges allmänna konstförening 1933–1942 och i en akvarellutställning på Konstakademien 1947. Först 1949 ställde han ut separat i Sverige på Färg och Form i Stockholm som senare följdes av separatutställningar på Sturegalleriet, Galleri Observatorium, i Stockholm samt Galleri Latina och Lorensbergs konstsalong i Göteborg. Han ställde dessutom ut i en rad landsortsstäder bland annat Norrköping, Borås, Örebro och Malmö. I Paris ställde han ut separat ett flertal gånger på Galerie Raymond Creuze och han har haft separatutställningar i Basel, Berlin, Bryssel, Luzern, Oslo, Amsterdam, New York och ett flertal gånger i Italien. Förutom separatutställningar medverkade han i ett flertal internationella samlingsutställningar och på Salon des Surindépendants i Paris. Werner är representerad vid Moderna Museet, Norrköpings Konstmuseum, Borås konstmuseum, Jönköpings läns museum, Örebro läns museum, Musée National d'Art Moderne i Paris, museet för modern konst i Berlin och franska statens samlingar.